# Équipe d'Italie de football au Championnat d'Europe 2012
Cet article relate le parcours de l’équipe d'Italie de football lors du Championnat d'Europe de football 2012 organisé en Pologne et en Ukraine du 8 juin au 1er juillet 2012.

## Historique

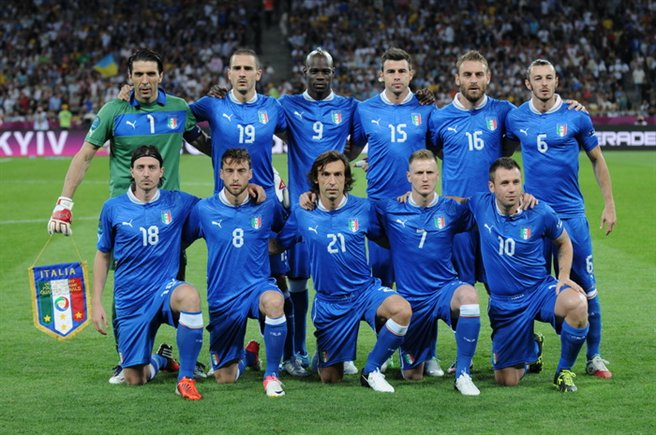
L'équipe italienne avant le match contre l'Angleterre lors d'un match d'Euro 2012 le 25 juin 2012

Après l'échec du mondial sud africain en 2010, Marcello Lippi quitte ses fonctions et cède sa place à Cesare Prandelli, qui avait été déjà nommé successeur de Marcello Lippi avant la coupe du monde. Pour le premier match sous l'ère Prandelli, l'Italie décevante, perd son match amical contre la Côte d'Ivoire sur le score 1-0. Puis, pour son premier match de qualifications pour l'Euro 2012, la Squadra Azzurra placée dans le groupe C, remporte son match contre l'Estonie sur le score de 2-1. Le match suivant se déroule à Florence contre les îles Féroé, l'équipe italienne s'impose sur le score de 5-0, l'Italie ne s'était plus imposée sur ce score depuis 23 ans plus précisément le 24 janvier 1987, la Nazionale avait alors dominé Malte sous les ordres d'Azeglio Vicini, selon le quotidien italien la Gazzetta dello Sport. Le match suivant, l'équipe italienne concède le nul 0-0 contre l'Irlande du Nord au Windsor Park à Belfast. Cinq jours plus tard, le 12 octobre 2010, la Squadra azzurra rencontre l'équipe de Serbie dans le stade Stade Luigi-Ferraris à Gênes, mais après 6 minutes de jeu le match est annulé, à la suite de jets de fumigènes et des pétards sur la pelouse et sur les fans italiens par des groupes de hooligans serbes, par la suite l'UEFA décide que l'équipe italienne remporte le match sur tapis vert 3-0, cette victoire permet à l'Italie de prendre la tête du classement.
Leur premier match de l'année 2011 est un match amical contre l'équipe allemande et se solde sur le score de 1-1, le match se déroule à Dortmund dans le stade où l'Italie avait éliminé l’Allemagne 2-0 pour accéder à la finale de la coupe du monde 2006. En mars 2011, l'équipe s'impose en Slovénie sur le score 1-0 et conserve sa première place au classement. Ils gagnent également contre l'Ukraine dans un match amical sur le score de 2-0, bien que l'équipe italienne soit réduite à dix dans le dernier quart d'heure du match. Après leur nouveau succès 3-0 contre l'Estonie, l'équipe s'assure la qualification pour l'Euro 2012. La série d'invincibilité de 9 matchs sans défaite prend fin lors du match amical contre l'équipe d’Irlande le 7 juin 2011, la Squadra azzurra perd 0-2 à Liège.
Pour la deuxième saison de Cesare Prandelli à la tête de la sélection italienne, son équipe parvient à battre l'Espagne, championne du monde sur le score de 2-1 au Stade San Nicola à Bari. Ensuite pendant le mois de septembre et octobre 2011, l'équipe continue et termine sa route pour se qualifier pour l'Euro 2012, grâce à une courte victoire contre les îles Féroé sur le score de 1-0 puis également sur le même score contre la Slovénie et va chercher le point du nul (1-1) contre la Serbie puis s'imposer sur le score de 3-0 contre l'Irlande du Nord.
Mais la Squadra Azzurra aborde la compétition en plein doute à cause d'une préparation ratée, l'Italie perdant ses deux matchs de préparation face aux États-Unis à domicile le 29 février (0-1) puis surtout face à la Russie (0-3) une semaine avant le début de l'Euro et une rencontre face au Luxembourg ayant été annulée entre les deux; mais aussi à cause d'une nouvelle affaire de matchs truqués qui secoue le football italien.
L'Italie commence le tournoi le 10 juin face aux Espagnols tenants du titre et parvient à tenir cette équipe en échec (1-1), sur un goal de Antonio Di Natale mais vite égalisé par Fabregas (61e). Contre la Croatie, le 14 juin, les Italiens ouvrent le score sur un coup franc d'Andrea Pirlo en première mi-temps mais ne parviennent pas à tuer le match à cause des arrêts de Plétikosa, le gardien croate, auteur d'un grand match. En conséquence, les Croates parviennent à égaliser en seconde période (1-1) face à des Transalpins qui ont baissé de rythme. L'Italie est donc obligée de gagner le dernier match de groupe face à l'Irlande déjà éliminée, ce qu'elle fait grâce notamment à une tête de Antonio Cassano et une très belle reprise de volée de Mario Balotelli (2-0) dans le temps additionnel de la deuxième mi-temps. À la suite de ce grand match azzurro le duo Balotelli-Cassano semble marcher comme Prandelli le souhaitait.
Elle se qualifie donc en quart-de-finale face à l'Angleterre. Malgré un match haletant, les deux équipes doivent se départager aux tirs au but au terme d'un score nul et vierge. Durant les prolongations Nocerino parvient à ouvrir le score, mais le but est très justement refusé pour cause de hors-jeu. Young et Cole manquent leurs tirs (ce dernier est bloqué par Gianluigi Buffon et permettent ainsi à la Squadra Azzurra d'atteindre les demi-finales face à l’Allemagne. Alors que Gianluigi Buffon repousse toutes les tentatives allemandes, Mario Balotelli inscrit un doublé en première période, profitant notamment d’une grosse erreur de la défense allemande sur son premier but (but de la tête). L’Allemagne ne s’en relève pas même si elle réduit l'écart sur un penalty de Mesut Özil en fin de match (1-2). L’Italie a une nouvelle fois prouvé qu’elle était la bête noire de l’Allemagne et retrouve l’Espagne en finale.
Mais en finale, les Espagnols prennent rapidement les devants et mènent de deux buts à la mi-temps grâce à une efficacité remarquable et en dépit d’occasions italiennes mais arrêtées par Iker Casillas. De plus, en seconde période, alors que le sélectionneur italien a effectué ses trois changements, Thiago Motta se blesse et ne peut donc être remplacé. Les Espagnols profitent de leur supériorité numérique pour enfoncer le clou par deux fois. L’Italie est impuissante et s’incline lourdement (0-4). Cela faisait longtemps que l’Italie n’avait pas perdu sur un tel écart (Yougoslavie-Italie 6-1 en Coupe Internationale en 1957). Arrivés en compétition sans le titre de favoris, les "Azzurri" prouvent une fois de plus que cette équipe sera toujours un leader international.

## Qualifications
| Rang | Équipe          | Pts | J  | G | N | P | Bp | Bc | Diff |  | Résultats (▼ dom., ► ext.) |     |     |     |     |     |     |
| ---- | --------------- | --- | -- | - | - | - | -- | -- | ---- |  | -------------------------- | --- | --- | --- | --- | --- | --- |
| 1    | Italie          | 26  | 10 | 8 | 2 | 0 | 20 | 2  | +18  |  | Italie                     |     | 3-0 | 3-0 | 1-0 | 3-0 | 5-0 |
| 2    | Estonie         | 16  | 10 | 5 | 1 | 4 | 15 | 14 | +1   |  | Estonie                    | 1-2 |     | 1-1 | 0-1 | 4-1 | 2-1 |
| 3    | Serbie          | 15  | 10 | 4 | 3 | 3 | 13 | 12 | +1   |  | Serbie                     | 1-1 | 1-3 |     | 1-1 | 2-1 | 3-1 |
| 4    | Slovénie        | 14  | 10 | 4 | 2 | 4 | 11 | 7  | +4   |  | Slovénie                   | 0-1 | 1-2 | 1-0 |     | 0-1 | 5-1 |
| 5    | Irlande du Nord | 9   | 10 | 2 | 3 | 5 | 9  | 13 | -4   |  | Irlande du Nord            | 0-0 | 1-2 | 0-1 | 0-0 |     | 4-0 |
| 6    | Îles Féroé      | 4   | 10 | 1 | 1 | 8 | 6  | 26 | -20  |  | Îles Féroé                 | 0-1 | 2-0 | 0-3 | 0-2 | 1-1 |     |

## Effectif
| Numéro / Nom       | Numéro / Nom         | Équipe              | Sél. (but)      | Date de naissance | J.              |                 |                 |                 |                 |
| Gardiens de but    | Gardiens de but      | Gardiens de but     | Gardiens de but | Gardiens de but   | Gardiens de but | Gardiens de but | Gardiens de but | Gardiens de but | Gardiens de but |
| ------------------ | -------------------- | ------------------- | --------------- | ----------------- | --------------- | --------------- | --------------- | --------------- | --------------- |
| 1                  | Gianluigi Buffon     | Juventus            | 113 (0)         | 23 janvier 1978   | 1               | 0               | 0               | 0               | 0               |
| 12                 | Salvatore Sirigu     | Paris Saint-Germain | 2 (0)           | 12 janvier 1987   | 0               | 0               | 0               | 0               | 0               |
| 14                 | Morgan De Sanctis    | Naples              | 4 (0)           | 26 mars 1977      | 0               | 0               | 0               | 0               | 0               |
| Défenseurs         |                      |                     |                 |                   |                 |                 |                 |                 |                 |
| 2                  | Christian Maggio     | Naples              | 15 (0)          | 11 février 1982   | 1               | 0               | 1               | 0               | 0               |
| 3                  | Giorgio Chiellini    | Juventus            | 50 (2)          | 14 août 1984      | 1               | 0               | 1               | 0               | 0               |
| 4                  | Angelo Ogbonna       | Torino              | 2 (0)           | 23 mai 1988       | 0               | 0               | 0               | 0               | 0               |
| 6                  | Federico Balzaretti  | Palerme             | 7 (0)           | 6 décembre 1981   | 0               | 0               | 0               | 0               | 0               |
| 7                  | Ignazio Abate        | Milan AC            | 2 (0)           | 12 novembre 1986  | 0               | 0               | 0               | 0               | 0               |
| 15                 | Andrea Barzagli      | Juventus            | 28 (0)          | 8 mai 1981        | 0               | 0               | 0               | 0               | 0               |
| 19                 | Leonardo Bonucci     | Juventus            | 13 (2)          | 1er mai 1987      | 1               | 0               | 1               | 0               | 0               |
| Milieux de terrain |                      |                     |                 |                   |                 |                 |                 |                 |                 |
| 5                  | Thiago Motta         | Paris Saint-Germain | 7 (1)           | 28 août 1982      | 1               | 0               | 0               | 0               | 0               |
| 8                  | Claudio Marchisio    | Juventus            | 19 (1)          | 19 janvier 1986   | 1               | 0               | 0               | 0               | 0               |
| 13                 | Emanuele Giaccherini | Juventus            | 0 (0)           | 5 mai 1985        | 1               | 0               | 0               | 0               | 0               |
| 16                 | Daniele De Rossi     | AS Rome             | 71 (10)         | 24 juillet 1983   | 1               | 0               | 0               | 0               | 0               |
| 18                 | Riccardo Montolivo   | Fiorentina          | 32 (1)          | 18 janvier 1985   | 0               | 0               | 0               | 0               | 0               |
| 21                 | Andrea Pirlo         | Juventus            | 82 (9)          | 19 mai 1979       | 1               | 0               | 0               | 0               | 0               |
| 22                 | Alessandro Diamanti  | Bologne             | 1 (0)           | 2 mai 1983        | 0               | 0               | 0               | 0               | 0               |
| 23                 | Antonio Nocerino     | Milan AC            | 10 (0)          | 9 avril 1985      | 1               | 0               | 0               | 0               | 0               |
| Attaquants         |                      |                     |                 |                   |                 |                 |                 |                 |                 |
| 9                  | Mario Balotelli      | Manchester City     | 7 (1)           | 12 août 1990      | 7               | 3               | 1               | 0               | 0               |
| 10                 | Antonio Cassano      | Milan AC            | 28 (9)          | 12 juillet 1982   | 1               | 0               | 0               | 0               | 0               |
| 11                 | Antonio Di Natale    | Udinese             | 36 (10)         | 13 octobre 1977   | 1               | 1               | 0               | 0               | 0               |
| 17                 | Fabio Borini         | AS Rome             | 1 (0)           | 29 mars 1991      | 0               | 0               | 0               | 0               | 0               |
| 20                 | Sebastian Giovinco   | Parme               | 7 (0)           | 26 janvier 1987   | 1               | 0               | 0               | 0               | 0               |

 = capitaine --  Gardien de butDéfenseurMilieu de terrainAttaquantSélectionneur

## Euro 2012

### Premier tour - groupe B

#### Espagne-Italie
| 10 juin 2012                      | Espagne      | 1 – 1   | Italie        | PGE Arena, Gdańsk                              |                                                |
| 18:00 · Historique des rencontres | Fàbregas 64e | (0 – 0) | 61e Di Natale | Spectateurs : 38 869 Arbitrage : Viktor Kassai | Spectateurs : 38 869 Arbitrage : Viktor Kassai |
| 18:00 · Historique des rencontres | Rapport      |         |               | Spectateurs : 38 869 Arbitrage : Viktor Kassai | Spectateurs : 38 869 Arbitrage : Viktor Kassai |

| Espagne | Italie |

| Espagne :          |    |                  |  |     |     |
|                    |    |                  |  |     |     |
| Gardien de but     | 1  | Iker Casillas    |  |     |     |
|                    | 3  | Gerard Piqué     |  |     |     |
|                    | 6  | Andrés Iniesta   |  |     |     |
|                    | 7  | Xavi             |  |     |     |
|                    | 10 | Cesc Fàbregas    |  |     | 74e |
|                    | 14 | Xabi Alonso      |  |     |     |
|                    | 15 | Sergio Ramos     |  |     |     |
|                    | 16 | Sergio Busquets  |  |     |     |
|                    | 17 | Álvaro Arbeloa   |  | 84e |     |
|                    | 18 | Jordi Alba       |  | 66e |     |
|                    | 21 | David Silva      |  |     | 65e |
| Remplaçants :      |    |                  |  |     |     |
|                    | 22 | Jesús Navas      |  |     | 65e |
|                    | 9  | Fernando Torres0 |  | 84e | 74e |
| Sélectionneur :    |    |                  |  |     |     |
| Vicente del Bosque |    |                  |  |     |     |

| Italie :         |    |                       |  |     |     |
|                  |    |                       |  |     |     |
| Gardien de but   | 1  | Gianluigi Buffon      |  |     |     |
|                  | 2  | Christian Maggio      |  | 89e |     |
|                  | 3  | Giorgio Chiellini     |  | 79e |     |
|                  | 5  | Thiago Motta          |  |     | 90e |
|                  | 8  | Claudio Marchisio     |  |     |     |
|                  | 9  | Mario Balotelli       |  | 37e | 56e |
|                  | 10 | Antonio Cassano       |  |     | 65e |
|                  | 13 | Emanuele Giaccherini0 |  |     |     |
|                  | 16 | Daniele De Rossi      |  |     |     |
|                  | 19 | Leonardo Bonucci      |  | 66e |     |
|                  | 21 | Andrea Pirlo          |  |     |     |
| Remplaçants :    |    |                       |  |     |     |
|                  | 11 | Antonio Di Natale     |  |     | 56e |
|                  | 20 | Sebastian Giovinco    |  |     | 65e |
|                  | 23 | Antonio Nocerino      |  |     | 90e |
| Sélectionneur :  |    |                       |  |     |     |
| Cesare Prandelli |    |                       |  |     |     |

| Assistants : Gabor Erös György Ring Quatrième arbitre : William Collum Arbitres assistants additionnels : István Vad Tamás Bognar Homme du match : Andrés Iniesta |

#### Italie - Croatie
| 14 juin 2012                      | Italie    | 1 – 1   | Croatie       | Stade municipal, Poznań                      |                                              |
| 18:00 · Historique des rencontres | Pirlo 39e | (1 – 0) | 72e Mandžukić | Spectateurs : 37 096 Arbitrage : Howard Webb | Spectateurs : 37 096 Arbitrage : Howard Webb |
| 18:00 · Historique des rencontres | Rapport   |         |               | Spectateurs : 37 096 Arbitrage : Howard Webb | Spectateurs : 37 096 Arbitrage : Howard Webb |

| Italie | Croatie |

| Italie :         |    |                       |  |     |     |
|                  |    |                       |  |     |     |
| Gardien de but   | 1  | Gianluigi Buffon      |  |     |     |
|                  | 2  | Christian Maggio      |  |     |     |
|                  | 3  | Giorgio Chiellini     |  |     |     |
|                  | 5  | Thiago Motta          |  | 57e | 63e |
|                  | 8  | Claudio Marchisio     |  |     |     |
|                  | 9  | Mario Balotelli       |  |     | 70e |
|                  | 10 | Antonio Cassano       |  |     | 83e |
|                  | 13 | Emanuele Giaccherini0 |  |     |     |
|                  | 16 | Daniele De Rossi      |  |     |     |
|                  | 19 | Leonardo Bonucci      |  |     |     |
|                  | 21 | Andrea Pirlo          |  |     |     |
| Remplaçants :    |    |                       |  |     |     |
|                  | 18 | Riccardo Montolivo    |  | 80e | 63e |
|                  | 11 | Antonio Di Natale     |  |     | 70e |
|                  | 20 | Sebastian Giovinco    |  |     | 83e |
| Sélectionneur :  |    |                       |  |     |     |
| Cesare Prandelli |    |                       |  |     |     |

| Croatie :       |    |                      |  |     |       |
|                 |    |                      |  |     |       |
| Gardien de but  | 1  | Stipe Pletikosa      |  |     |       |
|                 | 2  | Ivan Strinić         |  |     |       |
|                 | 5  | Vedran Ćorluka       |  |     |       |
|                 | 7  | Ivan Rakitić         |  |     |       |
|                 | 8  | Ognjen Vukojević     |  |     |       |
|                 | 9  | Nikica Jelavić       |  |     | 83e   |
|                 | 10 | Luka Modrić          |  |     |       |
|                 | 11 | Darijo Srna          |  |     |       |
|                 | 13 | Gordon Schildenfeld0 |  | 86e |       |
|                 | 17 | Mario Mandžukić      |  |     | 90+4e |
|                 | 20 | Ivan Perišić         |  |     | 68e   |
| Remplaçants :   |    |                      |  |     |       |
|                 | 6  | Danijel Pranjić      |  |     | 68e   |
|                 | 22 | Eduardo              |  |     | 83e   |
|                 | 19 | Niko Kranjčar        |  |     | 90+4e |
| Sélectionneur : |    |                      |  |     |       |
| Slaven Bilić    |    |                      |  |     |       |

| Assistants : Michael Mullarkey Peter Kirkup Quatrième arbitre : Pavel Královec Arbitres assistants additionnels : Martin Atkinson Mark Clattenburg Homme du match : Andrea Pirlo |

#### Italie - Irlande
| 18 juin 2012                      | Italie                      | 2 – 0   | Irlande | Stade municipal, Poznań                       |                                               |
| 20:45 · Historique des rencontres | Cassano 35e · Balotelli 90e | (1 – 0) |         | Spectateurs : 38 794 Arbitrage : Cüneyt Çakır | Spectateurs : 38 794 Arbitrage : Cüneyt Çakır |
| 20:45 · Historique des rencontres | Rapport                     |         |         | Spectateurs : 38 794 Arbitrage : Cüneyt Çakır | Spectateurs : 38 794 Arbitrage : Cüneyt Çakır |

| Italie | Irlande |

| Italie :         |    |                      |  |     |     |
|                  |    |                      |  |     |     |
| Gardien de but   | 1  | Gianluigi Buffon     |  | 73e |     |
|                  | 3  | Giorgio Chiellini    |  |     | 57e |
|                  | 5  | Thiago Motta         |  |     |     |
|                  | 6  | Federico Balzaretti0 |  | 28e |     |
|                  | 7  | Ignazio Abate        |  |     |     |
|                  | 8  | Claudio Marchisio    |  |     |     |
|                  | 10 | Antonio Cassano      |  |     | 63e |
|                  | 11 | Antonio Di Natale    |  |     | 74e |
|                  | 15 | Andrea Barzagli      |  |     |     |
|                  | 16 | Daniele De Rossi     |  | 71e |     |
|                  | 21 | Andrea Pirlo         |  |     |     |
| Remplaçants :    |    |                      |  |     |     |
|                  | 19 | Leonardo Bonucci     |  |     | 57e |
|                  | 22 | Alessandro Diamanti  |  |     | 63e |
|                  | 9  | Mario Balotelli      |  |     | 74e |
| Sélectionneur :  |    |                      |  |     |     |
| Cesare Prandelli |    |                      |  |     |     |

| Irlande :           |    |                  |  |          |     |
|                     |    |                  |  |          |     |
| Gardien de but      | 1  | Shay Given       |  |          |     |
|                     | 2  | Seán St Ledger   |  | 84e      |     |
|                     | 3  | Stephen Ward     |  |          |     |
|                     | 4  | John O'Shea      |  | 39e      |     |
|                     | 5  | Richard Dunne    |  |          |     |
|                     | 6  | Glenn Whelan     |  |          |     |
|                     | 7  | Aiden McGeady    |  |          | 65e |
|                     | 8  | Keith Andrews    |  | 37e, 89e |     |
|                     | 9  | Kevin Doyle      |  |          | 76e |
|                     | 10 | Robbie Keane 0   |  |          |     |
|                     | 11 | Damien Duff      |  |          |     |
| Remplaçants :       |    |                  |  |          |     |
|                     | 19 | Shane Long       |  |          | 65e |
|                     | 14 | Jonathan Walters |  |          | 76e |
| Sélectionneur :     |    |                  |  |          |     |
| Giovanni Trapattoni |    |                  |  |          |     |

| Assistants : Bahattin Duran Tarık Ongun Quatrième arbitre : Viktor Shvetsov Arbitres assistants additionnels : Hüseyin Göçek Bülent Yıldırım Homme du match : Antonio Cassano |

### Quart de finale

#### Angleterre – Italie
| 24 juin 2012                        | Angleterre                      | 0 – 0 a. p.       | Italie                                              | Stade olympique, Kiev                          |                                                |
| 20 h 45 · Historique des rencontres |                                 | (0 – 0)           |                                                     | Spectateurs : 64 340 Arbitrage : Pedro Proença | Spectateurs : 64 340 Arbitrage : Pedro Proença |
| 20 h 45 · Historique des rencontres | Rapport                         |                   |                                                     | Spectateurs : 64 340 Arbitrage : Pedro Proença | Spectateurs : 64 340 Arbitrage : Pedro Proença |
| 20 h 45 · Historique des rencontres | Gerrard · Rooney · Young · Cole | Tirs au but 2 – 4 | Balotelli · Montolivo · Pirlo · Nocerino · Diamanti | Spectateurs : 64 340 Arbitrage : Pedro Proença | Spectateurs : 64 340 Arbitrage : Pedro Proença |

| Angleterre | Italie |

| Angleterre :    |    |                   |  |  |     |
|                 |    |                   |  |  |     |
| Gardien de but  | 1  | Joe Hart          |  |  |     |
|                 | 2  | Glen Johnson      |  |  |     |
|                 | 3  | Ashley Cole       |  |  |     |
|                 | 4  | Steven Gerrard    |  |  |     |
|                 | 6  | John Terry        |  |  |     |
|                 | 10 | Wayne Rooney      |  |  |     |
|                 | 11 | Ashley Young      |  |  |     |
|                 | 15 | Joleon Lescott    |  |  |     |
|                 | 16 | James Milner      |  |  | 61e |
|                 | 17 | Scott Parker      |  |  | 94e |
|                 | 22 | Danny Welbeck     |  |  | 60e |
| Remplaçants :   |    |                   |  |  |     |
|                 | 9  | Andy Carroll      |  |  | 60e |
|                 | 7  | Theo Walcott      |  |  | 61e |
|                 | 8  | Jordan Henderson0 |  |  | 94e |
| Sélectionneur : |    |                   |  |  |     |
| Roy Hodgson     |    |                   |  |  |     |

| Italie :         |    |                      |  |     |       |
|                  |    |                      |  |     |       |
| Gardien de but   | 1  | Gianluigi Buffon     |  |     |       |
|                  | 6  | Federico Balzaretti  |  |     |       |
|                  | 7  | Ignazio Abate        |  |     | 90+1e |
|                  | 8  | Claudio Marchisio    |  |     |       |
|                  | 9  | Mario Balotelli      |  |     |       |
|                  | 10 | Antonio Cassano      |  |     | 78e   |
|                  | 15 | Andrea Barzagli      |  | 82e |       |
|                  | 16 | Daniele De Rossi     |  |     | 80e   |
|                  | 18 | Riccardo Montolivo   |  |     |       |
|                  | 19 | Leonardo Bonucci     |  |     |       |
|                  | 21 | Andrea Pirlo         |  |     |       |
| Remplaçants :    |    |                      |  |     |       |
|                  | 22 | Alessandro Diamanti0 |  |     | 78e   |
|                  | 23 | Antonio Nocerino     |  |     | 80e   |
|                  | 2  | Christian Maggio     |  | 94e | 90+1e |
| Sélectionneur :  |    |                      |  |     |       |
| Cesare Prandelli |    |                      |  |     |       |

| Assistants : Bertino Miranda Ricardo Santos Quatrième arbitre : Cüneyt Çakır Arbitres assistants additionnels : Jorge Sousa Duarte Gomes Homme du match : Andrea Pirlo |

### Demi finale

#### Allemagne – Italie
| 28 juin 2012                        | Allemagne               | 1 – 2   | Italie            | Stade national, Varsovie    |                             |
| 20 h 45 · Historique des rencontres | Mesut Özil 90+2e (pen.) | (0 – 2) | 20e 36e Balotelli | Arbitrage : Stéphane Lannoy | Arbitrage : Stéphane Lannoy |
| 20 h 45 · Historique des rencontres | Rapport                 |         |                   | Arbitrage : Stéphane Lannoy | Arbitrage : Stéphane Lannoy |

| Allemagne | Italie |

| Allemagne :     |    |                        |  |       |     |
|                 |    |                        |  |       |     |
| Gardien de but  | 1  | Manuel Neuer           |  |       |     |
|                 | 5  | Mats Hummels           |  | 90+4e |     |
|                 | 6  | Sami Khedira           |  |       |     |
|                 | 7  | Bastian Schweinsteiger |  |       |     |
|                 | 8  | Mesut Özil             |  | 45e   |     |
|                 | 10 | Lukas Podolski         |  |       | 46e |
|                 | 14 | Holger Badstuber       |  |       |     |
|                 | 16 | Philipp Lahm           |  |       |     |
|                 | 18 | Toni Kroos             |  |       |     |
|                 | 20 | Jérôme Boateng         |  |       | 71e |
|                 | 23 | Mario Gómez            |  |       | 46e |
| Remplaçants :   |    |                        |  |       |     |
|                 | 11 | Miroslav Klose         |  |       | 46e |
|                 | 21 | Marco Reus             |  |       | 46e |
|                 | 13 | Thomas Müller          |  |       | 71e |
| Sélectionneur : |    |                        |  |       |     |
| Joachim Löw     |    |                        |  |       |     |

| Italie :         |    |                     |  |     |     |
|                  |    |                     |  |     |     |
| Gardien de but   | 1  | Gianluigi Buffon    |  |     |     |
|                  | 3  | Giorgio Chiellini   |  |     |     |
|                  | 6  | Federico Balzaretti |  |     |     |
|                  | 8  | Claudio Marchisio   |  |     |     |
|                  | 9  | Mario Balotelli     |  | 37e | 70e |
|                  | 10 | Antonio Cassano     |  |     | 58e |
|                  | 15 | Andrea Barzagli     |  |     |     |
|                  | 16 | Daniele De Rossi    |  | 84e |     |
|                  | 18 | Riccardo Montolivo  |  |     | 64e |
|                  | 19 | Leonardo Bonucci    |  | 61e |     |
|                  | 21 | Andrea Pirlo        |  |     |     |
| Remplaçants :    |    |                     |  |     |     |
|                  | 22 | Alessandro Diamanti |  |     | 58e |
|                  | 5  | Thiago Motta        |  | 89e | 64e |
|                  | 11 | Antonio Di Natale   |  |     | 70e |
| Sélectionneur :  |    |                     |  |     |     |
| Cesare Prandelli |    |                     |  |     |     |

| Assistants : Frédéric Cano Michael Annonier Quatrième arbitre : Howard Webb Arbitres assistants additionnels : Fredy Fautrel Ruddy Buquet Homme du match : Andrea Pirlo |

### Finale

#### Espagne - Italie
| 1er juillet 2012                    | Espagne                                      | 4 – 0   | Italie | Stade olympique, Kiev                          |                                                |
| 20 h 45 · Historique des rencontres | Silva 14e · Alba 41e · Torres 84e · Mata 88e | (2 – 0) |        | Spectateurs : 63 170 Arbitrage : Pedro Proença | Spectateurs : 63 170 Arbitrage : Pedro Proença |
| 20 h 45 · Historique des rencontres | Rapport                                      |         |        | Spectateurs : 63 170 Arbitrage : Pedro Proença | Spectateurs : 63 170 Arbitrage : Pedro Proença |

| Espagne | Italie |

| Espagne :          |    |                   |
|                    |    |                   |
| Gardien de but     | 1  | Iker Casillas     |
|                    | 3  | Gerard Piqué      |
|                    | 6  | Andrés Iniesta    |
|                    | 8  | Xavi              |
|                    | 10 | Francesc Fàbregas |
|                    | 14 | Xabi Alonso       |
|                    | 15 | Sergio Ramos      |
|                    | 16 | Sergio Busquets   |
|                    | 17 | Álvaro Arbeloa    |
|                    | 18 | Jordi Alba        |
|                    | 21 | David Silva       |
| Remplaçants :      |    |                   |
| Sélectionneur :    |    |                   |
| Vicente del Bosque |    |                   |

| Italie :         |    |                     |
|                  |    |                     |
| Gardien de but   | 1  | Gianluigi Buffon    |
|                  | 3  | Giorgio Chiellini   |
|                  | 6  | Federico Balzaretti |
|                  | 8  | Claudio Marchisio   |
|                  | 9  | Mario Balotelli     |
|                  | 10 | Antonio Cassano     |
|                  | 15 | Andrea Barzagli     |
|                  | 16 | Daniele De Rossi    |
|                  | 18 | Riccardo Montolivo  |
|                  | 19 | Leonardo Bonucci    |
|                  | 21 | Andrea Pirlo        |
| Remplaçants :    |    |                     |
| Sélectionneur :  |    |                     |
| Cesare Prandelli |    |                     |

| Assistants : Bertino Miranda Ricardo Santos Quatrième arbitre : Cüneyt Çakır Arbitres assistants additionnels : Jorge Sousa Duarte Gomes Homme du match : Andrés Iniesta |